# Selection Best Album
『Selection Best Album』（セレクション・ベスト・アルバム）は、日本の音楽ユニット・day after tomorrowが2006年9月20日にavex traxから発売した2枚目のベストアルバムである。

## 内容
前作『complete Best』『single Best』から1年1か月ぶりのベストアルバム。
活動休止から1年を経た上で公式サイトを通じて既発52曲から募った投票から上位15曲を収録した、タイトル通り所詮ベスト・セレクションとなっている。
また、今作発売を記念して『complete Best』が3000セット限定生産盤として同時に再発売された。

## 収録曲
| #         | タイトル                      | 作詞  | 作曲・編曲 | 時間 |
| --------- | ----------------------------- | ----- | ---------- | ---- |
| 1.        | 「Starry Heavens」            |       |            | 4:47 |
| 2.        | 「faraway」                   |       |            | 5:13 |
| 3.        | 「そして僕にできるコト」      |       |            | 4:20 |
| 4.        | 「My faith」                  |       |            | 5:09 |
| 5.        | 「ユリノハナ」                |       |            | 3:47 |
| 6.        | 「君と逢えた奇蹟」            |       |            | 4:39 |
| 7.        | 「lost angel」                |       |            | 5:15 |
| 8.        | 「for you」                   |       |            | 4:28 |
| 9.        | 「Dear Friends」              |       |            | 4:44 |
| 10.       | 「Stay in my heart」          |       |            | 5:19 |
| 11.       | 「futurity」                  |       |            | 4:29 |
| 12.       | 「螢火」                      |       |            | 6:25 |
| 13.       | 「イタズラなKISS」            |       |            | 4:20 |
| 14.       | 「High-Spirit」               |       |            | 4:35 |
| 15.       | 「more than a million miles」 |       |            | 5:58 |
| 合計時間: | 合計時間:                     | 73:28 |            |      |

### 解説
1. Starry Heavens
トリプルA面からなる、6thシングルの表題1曲目。
2. faraway
1stシングルの表題曲。
3. そして僕にできるコト
トリプルA面からなる、9thシングルの表題2曲目。
4. My faith
2ndシングルの表題曲。
5. ユリノハナ
11thシングルの表題曲。
6. 君と逢えた奇蹟
トリプルA面からなる、10thシングルの表題1曲目。
7. lost angel
トリプルA面からなる、9thシングルの表題1曲目。
8. for you
1stミニアルバムの収録曲。
9. Dear Friends
両A面からなる、7thシングルの表題1曲目。
10. Stay in my heart
4thシングルの表題曲。
11. futurity
3rdシングルの表題曲。
12. 螢火
両A面からなる、8thシングルの表題1曲目。
13. イタズラなKISS
トリプルA面からなる、5thシングルの表題2曲目。
14. High-Spirit
3rdシングルの隠しトラック。
15. more than a million miles
トリプルA面からなる、9thシングルの表題3曲目。

## 参加ミュージシャン
day after tomorrow
- misono：Vocals
- 北野正人：Guitar
- 鈴木大輔：Keyboards

support musician
- 五十嵐充：Programming & Keyboards (全曲)
- 石塚知生：Programming & Keyboards (#2,10)
- 加藤薫：Electric Guitar & Acoustic Guitar (全曲)
- 弦一徹ストリングス：Strings (#15)
- 川村ゆみ：Backing Vocals (#3,5〜7,9,12)
- 広谷順子：Backing Vocals (#12)